# Kai von Warburg
Kai von Warburg (10 de marzo de 1968) es un deportista alemán que compitió en remo. Ganó dos medallas en el Campeonato Mundial de Remo, en los años 1991 y 1992.

## Palmarés internacional
| Campeonato Mundial | Campeonato Mundial | Campeonato Mundial | Campeonato Mundial      |
| Año                | Lugar              | Medalla            | Prueba                  |
| ------------------ | ------------------ | ------------------ | ----------------------- |
| 1991               | Viena (Austria)    | Medalla de oro     | Doble scull ligero      |
| 1992               | Montreal (Canadá)  | Medalla de bronce  | Ocho con timonel ligero |